# Noliproctis milupa
Noliproctis milupa är en fjärilsart som beskrevs av Nye 1980. Noliproctis milupa ingår i släktet Noliproctis och familjen tofsspinnare. Inga underarter finns listade i Catalogue of Life.